# بلوردرمانی

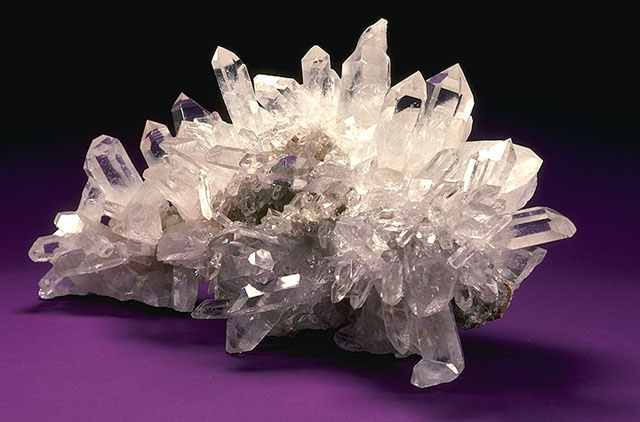
کوارتز.

کریستال درمانی یا بلور درمانی روشی شبه علم در طب جایگزین است. طرفداران این روش شبه‌علمی ادعا می‌کنند که می‌توان از سنگ و کریستال به عنوان ابزاری در درمان استفاده کرد، اما تاکنون شواهدی علمی که ادعاها را تأیید کند ارائه نگردیده است.

## کاربرد آن در فرهنگ‌های گوناگون
کریستال درمانی همواره در میان فرهنگ‌های گوناگون از جمله سرخ‌پوستان آریزونا، مردم جزایر هاوایی و چین رایج بوده است.

## انتقادات
در حال حاضر از لحاظ علمی دلایلی بر تأیید کریستال درمانی ارائه نشده است و در رده شبه علم قرار گرفته است. تأثیر درمانی کریستال درمانی مشابه شبه دارو در نزد بیماران است
کریستال درمانی بر روی حیوانات نیز انجام شده است. ولی بعضی از سازمان‌های دامپزشکی از جمله سازمان دامپزشکی بریتانیا در مورد استفاده این روش بر حیوانات هشدار داده است.